# Bodo Borries von Ditfurth

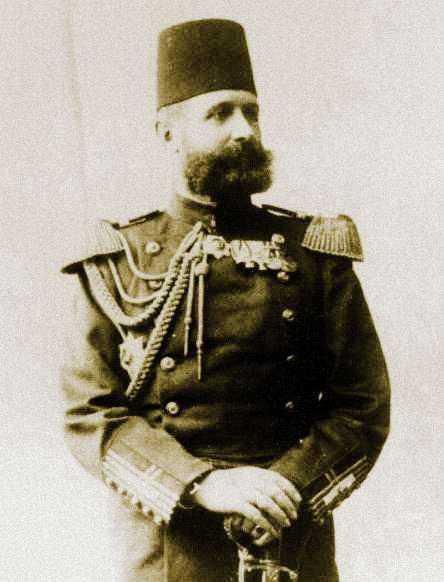
Bodo Borries von Ditfurth

Bodo (Friedrich) Borries von Ditfurth (* 16. Dezember 1852 in Bielefeld-Gadderbaum; † 21. Februar 1915 in Köln) war ein preußischer Offizier, zuletzt Generalleutnant sowie Pascha in der Osmanischen Armee unter Sultan Abdülhamid II.

## Leben
Bodo von Ditfurth war der Sohn des Bielefelder Landrates Wilhelm von Ditfurth und dessen Ehefrau Eleonore Juliane Wilhelmine Friederike von Borries (1814–1886), Tochter des Mindener Regierungspräsidenten Franz von Borries, wodurch er den mütterlichen Familiennamen als weiteren Vornamen erhielt. Der Politiker und Rittergutsbesitzer Franz von Ditfurth war sein älterer Bruder. 
Bodo Borries von Ditfurth entschied sich schon früh zu einer Laufbahn zum Berufssoldaten in der Preußischen Armee. Als Major kommandierte er bis 1901 das III. Bataillon des Infanterie-Regiments „Prinz Moritz von Anhalt-Dessau“ (5. Pommersches) Nr. 42 in Greifswald. In diesem Jahr wurde er auf Weisung von Kaiser Wilhelm II. unter Beförderung zum Oberstleutnant mit Pension zur Disposition gestellt, um im damaligen Konstantinopel unter Sultan Abdülhamid II. (Amtszeit 1876–1909) als Militärberater in den Dienst des Osmanischen Reiches zu treten.
Die Entsendung nach Konstantinopel erfolgte im Rahmen der deutschen Militärmission im Osmanischen Reich, die bereits im Jahre 1878 von Reichskanzler Otto von Bismarck ins Leben gerufen war, als sich Sultan Abdülhamid II. nach der Niederlage im Russisch-Osmanischen Krieg (1877/78) gezwungen sah, ausländische Hilfe für die Reorganisation der osmanischen Streitkräfte in Anspruch zu nehmen, um die Bedrohung durch außen- und innenpolitische Gegner abwehren zu können.
Borries von Ditfurth erhielt von Sultan Abdülhamid II. den Rang eines Generals auf Zeit und zusätzlich den einem General zustehenden Titel Pascha. Zu seinem speziellen Aufgabengebiet als „Reformer“ gehörten die Reorganisation und Modernisierung der osmanischen Infanterie. Im Rahmen einer Fortifikationskommission wurde aber als erstes die Verstärkung der Dardanellen, des Bosporus und der Befestigung der Hauptstadt in Angriff genommen. Es folgte 1907 der Auftrag, Lehr- oder Musterbataillone einzurichten, die von in Deutschland ausgebildeten türkischen Offizieren geleitet werden sollten und für die Ausbildung von Offizieren und Unteroffizieren bestimmt waren. 1908 sollte er schließlich als Instruktor der Infanterie für das 1. Armeekorps ein Waffenübungsprogramm ausarbeiten.
Kurze Zeit nach dem jungtürkischen Aufstand im Juli 1908 regte sich in der türkischen Presse die Forderung nach einer Abberufung der derzeitigen deutschen Militärmission. Sie spiegelte den wachsenden Unwillen in weiten Kreisen des türkischen Militärs gegenüber den deutschen Instruktoren wider. Schon im April 1907 war die deutschfreundliche Politik des Sultans in einem Flugblatt verurteilt worden, nicht zuletzt wohl auch auf Betreiben englischer und französischer Kreise. Es wurde kritisiert, die deutschen Offiziere bekämen ein Vierfaches dessen als Gehalt wie entsprechende türkische Offiziere, sie wohnten zudem bequem in der Hauptstadt, erhielten Pferde und Wagen und bräuchten eigentlich nur an der wöchentlichen Selamlık-Parade des Sultans teilzunehmen. Als Sultan Abdülhamid II. mit Hilfe konservativer Soldaten und religiös aufgestachelter Kreise im April 1909 versuchte, die inzwischen eingesetzte jungtürkische Regierung zu stürzen, wurde er kurzerhand abgesetzt und ins Exil verbannt. Damit entfiel die Unterstützung der deutschen Instruktoren endgültig.
Borries von Ditfurth kehrte schließlich Ende 1909 zusammen mit den übrigen deutschen Offizieren nach Deutschland zurück und wurde am 20. April 1910 als Oberst zum Kommandeur des Infanterie-Regiments „von Horn“ (3. Rheinisches) Nr. 29 in Trier ernannt. Kurz darauf wurde er am 18. Oktober 1910 zum Generalmajor befördert und war bis zum 21. März 1913 Kommandeur der 10. Infanterie-Brigade in Frankfurt (Oder). Anschließend erhielt Borries von Ditfurth den Charakter als Generalleutnant und wurde als Inspekteur der Landwehr-Inspektion Köln verwendet.
Borries von Ditfurth war verheiratet mit Paula Julie Helene Ottilie Freiin von Blomberg (* 27. Mai 1863 in Detmold; † 22. Januar 1947 in Iggenhausen), Tochter von Friedrich Wilhelm Ernst Moritz Freiherr von Blomberg (* 1831), mit der er neun Kinder hatte. Eine seiner Töchter, Ursula von Ditfurth (1898–1945), heiratete den Düsseldorfer Industriellen Helmuth Poensgen.